# Isaac Thomas Thornycroft
Isaac Thomas Thornycroft (Brentford, 22 de novembro de 1881 — Basingstoke, 6 de junho de 1955) foi um atleta inglês de motonáutica.
Thornycroft é o detentor de duas medalhas olímpicas, conquistadas na edição inglesa, os Jogos de Londres, em 1908. Nesta ocasião, venceu, ao lado dos companheiros de equipe, Bernard Redwood e John Field-Richards, as provas Classe B - abaixo de 60 pés e Classe C - 6,5-8 metros. Essa foi a primeira e última edição do esporte em Olimpíadas.